# Listă de familii nobile românești din Regatul Ungariei și Principatul Transilvaniei
După cucerirea Transilvaniei de către maghiari, situația românilor de aici decade în timp. Cel mai mult se înrăutățește situația lor în momentul dispariției dinastiei de origine maghiară a Arpadienilor. Aceasta este înlocuită cu o dinastie de origine franceză a cărei ”regi sunt prea devotați Papei și învățați cu structura feudală”. Persecuția românilor atinge apogeul în timpul regelui Carol Robert de Anjou. Românii nu mai sunt acceptați în rândul nobilimii decât dacă trec la catolicism. In aceste condiții, “multe familii de cneji ori trec munții către Valahia sau Moldova”, ori dacă rămân decad și ajung într-o primă fază în rândul țaranilor liberi pentru ca mai apoi să ajungă iobagi (șerbi). Familiile rămase care au trecut la catolicism „au dat familii mari aristocrației maghiare”. Un astfel de exemplu este familia Dragfi. Ea coboară din Dragoș al Moldovei. In momentul în care urmașii lui Dragoș au fost alungați din Moldova de Bogdan I al Moldovei, ei s-au întors în Maramureș unde au primit posesinui din partea regelui Ungariei drept răsplată pentru loialitatea arătată, „și au stat la originea unei familii nobile maghiare care a dat chiar un voievod al Transilvaniei la sfârșitul secolului XV”.

## Familii nobile române
Familii nobile de origine română (sau parțial) au fost:
- Arceștii de Densuș (Arca de Demsews)
- Atanasie Anghel, mitropolit, nobil de Ciugud[3]
- Bizerenii (de Byzere, Bizerey)
- Ciulanii (de Chwla, Chwlay)
- Danciu de Caransebeș (Danch de Sebeș)
- Danfi de Duboz (Danfi de Duboz)
- Dejeștii de Timișel și Iclod (Dees de Themesel, Desy de)[necesită citare]
- Dragfieștii de Beltiug (filius Drag, Dragffy de Belthewk)[4]
- Fărcădinenii (de Farkadyn)
- Fiat de Armeniș (Fyath de Armenys, Ermenyes)[5][verificare necesară]
- Gărliștenii (de Gerlesîhe, Gerlesthe(n)y)
- Hunyadi, Huniade, Hunyady (de Hwnyad, Corvinus de Hunyad)[necesită citare]
- Ioan de Breazova (Johannes de Brazowa)
- Lylabul[6] (Liabul/Lyabul/Lyabal[7]) de Netót – diplomă de la Maria Christierna din anul 1598, 16 iunie, Alba Iulia[8]:108; litere de imunitate de la Gabriel Bethlen din anul 1614, boeronale de la Zsuzsanna Lorántffy din anul 1652, armale de la Carol VI din anul 1718, iunie 14, Alba Iulia[8]:182[9]; nobilitate confirmată în anii 1845 și 1848[10]
- Maylad (de Comăna,  Majlád)[11]
- Macskássy (de Machkas, Machkassy)
- Mâtnicenii (de Mothnok, Muthnoki)
- Mihai Tatul de lalova (Michaelis filius Thathwl de Irholcz)[necesită citare]
- Moga de Hălmagiu (Moka wayuoda de Halmagh)
- Pop de Negrești și de Turț
- Bud de Budești
- Dolha și Petrova
- More de Lupșa (More de Lupsa)
- Mușina de Densuș (Mwsyna de Demsews)  si Mușina de Răchitova (de Rekethye)
- Nicolae de Balota (Nicolaus de Baloîha)[necesită citare]
- Peșteana (de Pesthyen, Pesthyeny)[necesită citare]
- Petru de Bârsău (magister Petrus de Berekzow)[necesită citare]
- Pogăneștii de Bretea Română (Pagan de Olah Berekthe)
- Rațiu de Noșlac (Racz I., II. ... XIX, Racz de Tovis, Galgo, Nagylak  etc./Racz/Rațiu de Teiuș, Gâlgău, Noșlac etc.)
- Ștefan Olahus de Sibiu (Stephanus Olahus de Cibinio)
- Vucașin de Carașova (Wakasyn de Krassofew)

## Familii nobile române din Comitatul Aradului

### Tractul Hălmagiu
- Balint de Csucs, în comunele Ciuci, Bodești - Mihai Apafi I 1682 Iunie 2.
- Bufnya de Vale Mare, în comunele Valea Mare, Rișca, Țiulești - Leopold I, Împărat romano-german 1701 August 1
- But de Strîmba, în comuna Strîmba - Carol al VI-lea, Împărat romano-german 1720 Aprilie 17
- Daro de Tisza (Tiszafalva) în comuna Tisya - Leopold I, Împărat romano-german 1701 Aprilie 5
- Feir (Fejer) de Borcoș(Vieru) Jenö, în comunele Ciuci, Ștei, Ciungani, Pleșcuța, Basarabasa, Provăleni, Căzănești, Târnova - Gh. Rakoczi 1649 August 6
- Janko de Brotuna, în comunele Brotuna, Ștei - Leopold I, Împărat romano-german 1701 Iulie 3
- Juga de Magulicse, în comuna Măgulicea - Carol al VI-lea, Împărat Roman 1720 Aprilie 17
- Leocsan de Lyancz, în comunele Leauț, Dobroț, Birtin, Bodești - Leopold I, Împărat Roman  1701 Aprilie 11
- Lucs de Lyjasza, în comuna Lyjasza - Carol al VI-lea, Împărat Roman 1720 August 13
- Moczina de Kishesza în comuna Leștioara (Kisheza) - Carol al VI-lea, Împărat Roman 1720 August 13
- Pagh de Kristesty, în comuna Cristești, Leștioara, Bănești - Mihai Apafi I 1664 Mai 11
- Sterea Siulutin (Sterka Sulutz) de Kerpenyen, în comunele Abrud, Blasiu, Mocin, Clusiu, Baia de Criș, Hălmagiu - Mihai Apafi I 1685 Iunie 22
- Szav de Bucsava, în comuna Bucsava - Carol al VI-lea, Împărat Roman  1720 Aprilie 17
- Szida de Halmagy, în comuna Hălmagiu - Leopold I, Împărat Roman  1701 Aprilie 5
- Ung de Tomesd, în comunele Tomești, Rișca, Ștei, Bodești, Prihodiște, Valea Mare, Brotuna - Mihai Apafi I 1682 Iulie 13
- Wlad de Lyancz, în comunele Leauț, Dobroț, Prihodiște- Leopold I, Împărat Roman  1701 August 1

### Districtul Világos-ului -Șiria, Arad
- Batrăn, în comuna Cherechiu
- Heretz de Tövis, în comuna Vilagos Șiria - Mihai Apafi I 1665 familia s-a mutat în Ungaria în anul 1780
- Kocsuba Cociuba de Tövis, în comuna Moroda, Pâncota, Târnova, Kurta-ker, Arăneag și Drauț - Mihai Apafi I 1665
- Motorga și Motorka de Kersetz, în comuna Cherechiu, Moroda, Târnova și Covăsânț - Mihai Apafi I 1665
- Pak, în comuna Cherechiu
- Vancu sau Vankuly de Tövis, în comuna Vilagos Șiria, Măderat, Agriș - Mihai Apafi I 1665